# Jörg Fiedler

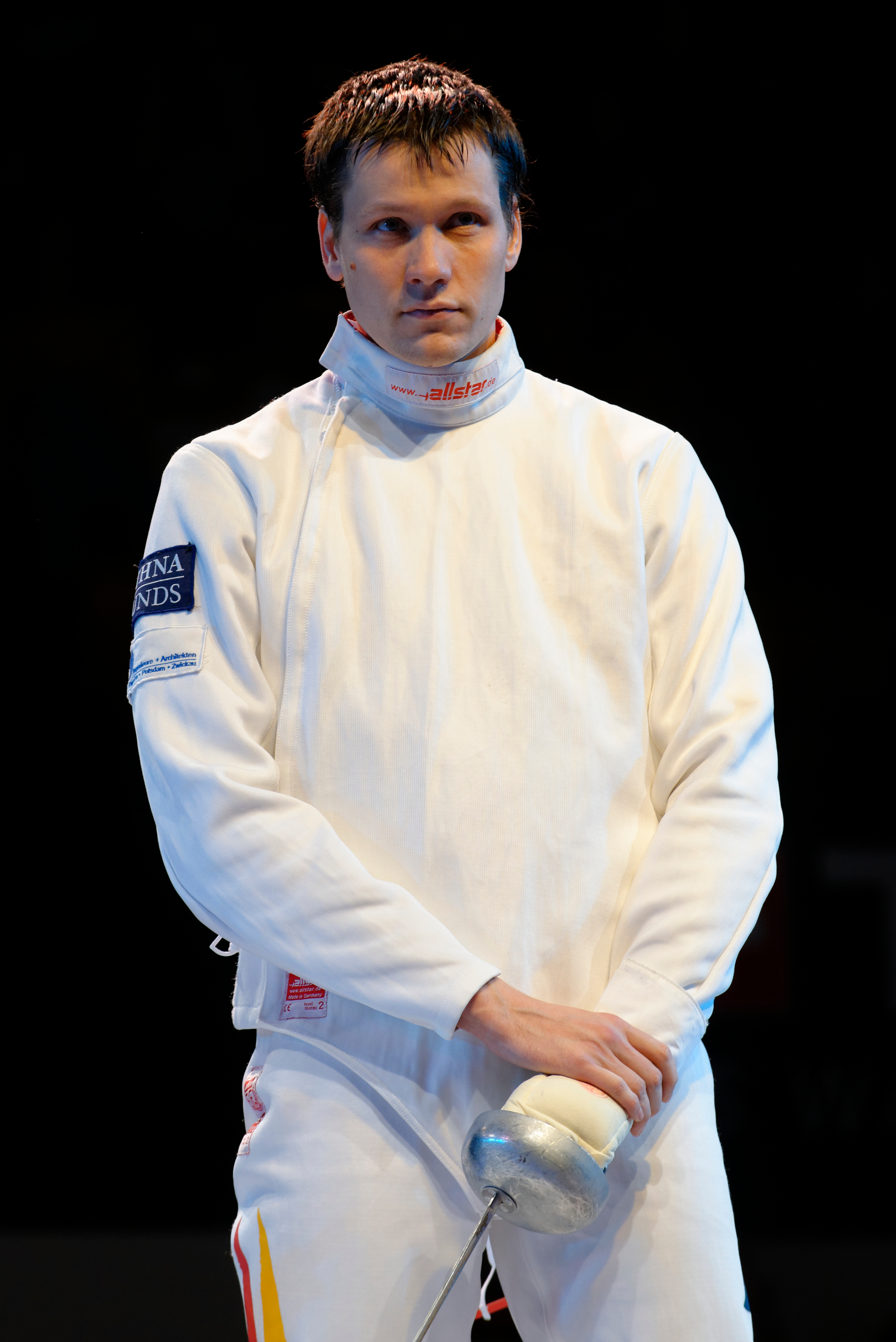
Jörg Fiedler beim Weltcup 2013 in Paris

Jörg Fiedler (* 21. Februar 1978 in Leipzig) ist ein ehemaliger deutscher Fechter, der mit dem Degen zur Weltklasse gehörte. Er war zweifacher deutscher Einzelmeister.
Seine internationale Karriere begann 1996, als er in der Einzelwertung Junioreneuropameister wurde. 1999 holte er mit der Mannschaft Bronze bei den Europameisterschaften und Silber bei den Weltmeisterschaften. Bei den Olympischen Spielen 2000 in Sydney erreichte Fiedler mit der deutschen Mannschaft den fünften Platz. 2001 gewann er mit der Mannschaft Silber bei den Europameisterschaften, 2003 erhielt er die Mannschaftssilbermedaille bei den Weltmeisterschaften.
Bei den Olympischen Spielen 2004 in Athen gelang Sven Schmid, Daniel Strigel und Jörg Fiedler der Gewinn der Bronzemedaille und damit der einzige Medaillengewinn für deutsche Degenfechter seit dem Mannschaftsgold 1992. 2005 belegten die drei Fechter zusammen mit Martin Schmitt noch einmal den zweiten Platz bei den Weltmeisterschaften.
2010 errang er mit der Mannschaft aus Christoph Kneip, Steffen Launer und Martin Schmitt Bronze bei den Europameisterschaften in Leipzig.
2011 wurde Fiedler Europameister.
Im Jahr 2012 errang er bei den Europameisterschaften in Legnano Bronze im Degen-Einzel, bei den Olympischen Spielen in London belegte Fiedler im Einzel den achten Platz.
Bei den Europameisterschaften 2013 in Zagreb wurde er erneut Europameister.
Fiedler ist seit seinem ersten Erfolg 2001 mehrfach deutscher Meister geworden, zuletzt gewann er 2013 mit der Mannschaft.
Jörg Fiedler erlernte das Fechthandwerk beim Fechtclub Leipzig, wechselte in den 90er Jahren zum Fecht-Club Tauberbischofsheim. Im Dezember 2010 kehrte er zu seinem Heimatverein, dem Fechtclub Leipzig, zurück.
Nach der erfolglosen Qualifikation für die Olympischen Sommerspiele 2016 gab Fiedler im Mai 2016 seinen Rücktritt als aktiver Fechter bekannt. Er wird zukünftig als Nachwuchstrainer am Bundesnachwuchsstützpunkt Leipzig tätig sein.